# Herb gminy Tyrawa Wołoska

Herb gminy Tyrawa Wołoska do 2020 r.

Herb gminy Tyrawa Wołoska – jeden z symboli gminy Tyrawa Wołoska, ustanowiony 17 sierpnia 2020.

## Wygląd i symbolika
Herb przedstawia na tarczy w czerwonym polu koło wozowe złote o siedmiu dzwonach, ósmego brak, a w jego miejscu krzyż kawalerski złoty ponad którym trzy gwiazdy srebrne.